# 무명천흰삿갓조개상과
무명천흰삿갓조개상과(Cocculinoidea)는 최근에 정의된 분류군으로 심해의 삿갓조개류와 해양 복족류가 속한 상과의 하나이다.
2005년, 부쉐(Bouchet)와 로크루아(Rocroi)가 제안한 복족류 분류의 주요 분류군 중의 하나인 무명천흰삿갓조개류에 속하는 유일한 상과이다. 무명천흰삿갓조개류는 이전에 상목의 일종으로 분류되었지만 현재는 아니다.

## 분류
2005년, 부쉐(Bouchet)와 로크루아(Rocroi)에 의해, Bathysciadiidae과와 무명천흰삿갓조개과를 포함하는 무명천흰삿갓조개상과로 분류되었다.